# Distrito de José Crespo y Castillo
El distrito de José Crespo y Castillo, conocido como distrito de Aucayacu, es uno de los diez que conforman la provincia de Leoncio Prado, ubicada en el departamento de Huánuco, en el centro del Perú. 
El nombre del distrito honra al prócer de la Independencia del Perú , Juan José Crespo y Castillo, uno de los líderes de la rebelión de Huánuco de 1812.
Desde el punto de vista jerárquico de la Iglesia católica forma parte de la diócesis de Huánuco, sufragánea de la Arquidiócesis de Huancayo.

## Historia
El distrito fue creado mediante Ley N° 14777, del 26 de diciembre de 1963, en el primer gobierno del Presidente Fernando Belaúnde Terry.

## Geografía
Abarca una superficie de 1 531,62 km².

## Capital
La ciudad capital del distrito es Aucayacu.

## Autoridades

### Municipales
- 2019 - 2022[2]
  - Alcalde: MORENO EXALTACION REYES.
  - Regidores: Julio Rojas Domínguez (PP), Walter Salas Ushiñahua (PP), Lita Nerith Pérez Tuesta (PP), Saúl Arévalo Del Águila (PP), Hervit Ruiz Cárdenas (PP), Patricia Martha Vargas Fabián (Hechos y No Palabras), Áurea Teófila Campos Solórzano (Luchemos por Huánuco).[3][4]

### Policiales
- Comisario:  My PNP. Pool Rodríguez Solano

### Religiosas
- Diócesis de Huánuco[5]
  - Obispo: Mons. Jaime Rodríguez Salazar, MCCJ.

## Atractivos turísticos
Un punto de interés turístico del distrito es la Laguna de los Milagros, pero también hay otros como jardín botánico, distancia 51 km, dirección Avenida Pimenten boqueron de abad, distancia 54 km, dirección carretera Federico Basadre y así existen muchos más

## Festividades
- 24 de junio: Fiesta de San Juan. En la víspera bailan alrededor de fogatas con conjuntos típicos. Al amanecer hay un baile de pandillada donde la gente baila alrededor de un árbol cargadas de regalos y que se le conoce con el nombre de "Yunsa". En las playas del río Huallaga (playa Tingo) se organizan bailes y ferias artesanales. Todos degustan del “Juane” ese día.